# Lee Bowers
Lee Edward Bowers, Jr. (12 de enero de 1925 - 9 de agosto de 1966) fue un testigo clave en las investigaciones realizadas para esclarecer las circunstancias de la muerte del presidente Kennedy, el 22 de noviembre de 1963 en Dallas, Texas.

## Vida
Bowers había estado alistado en la marina de los EE. UU. entre los 17 y los 21 años. Asistió a la Universidad de Hardin-Simmons durante dos años, antes de ingresar en la Southern Methodist University y especializarse en religión. Trabajó para la Union Terminal Co. durante 15 años, e igualmente se dedicaba a la construcción por cuenta propia. En 1964 empezó a trabajar como director comercial de un hospital.

## Asesinato de JFK
En el momento del asesinato, Bowers estaba trabajando en un edificio de dos pisos de la Union Terminal Company, y desde su posición dominaba el aparcamiento situado al norte del promontorio de hierba y al oeste del depósito de libros de la Plaza Dealey. Desde su punto de vista se podía observar claramente la pérgola de cemento y la valla de madera que había sobre el promontorio.
En sus declaraciones, afirmó haber oído tres disparos procedentes o del depósito a su izquierda o de las inmediaciones de la entrada del paso elevado de ferrocarril a su derecha; dijo no estar muy seguro por la reverberación de las detonaciones. 

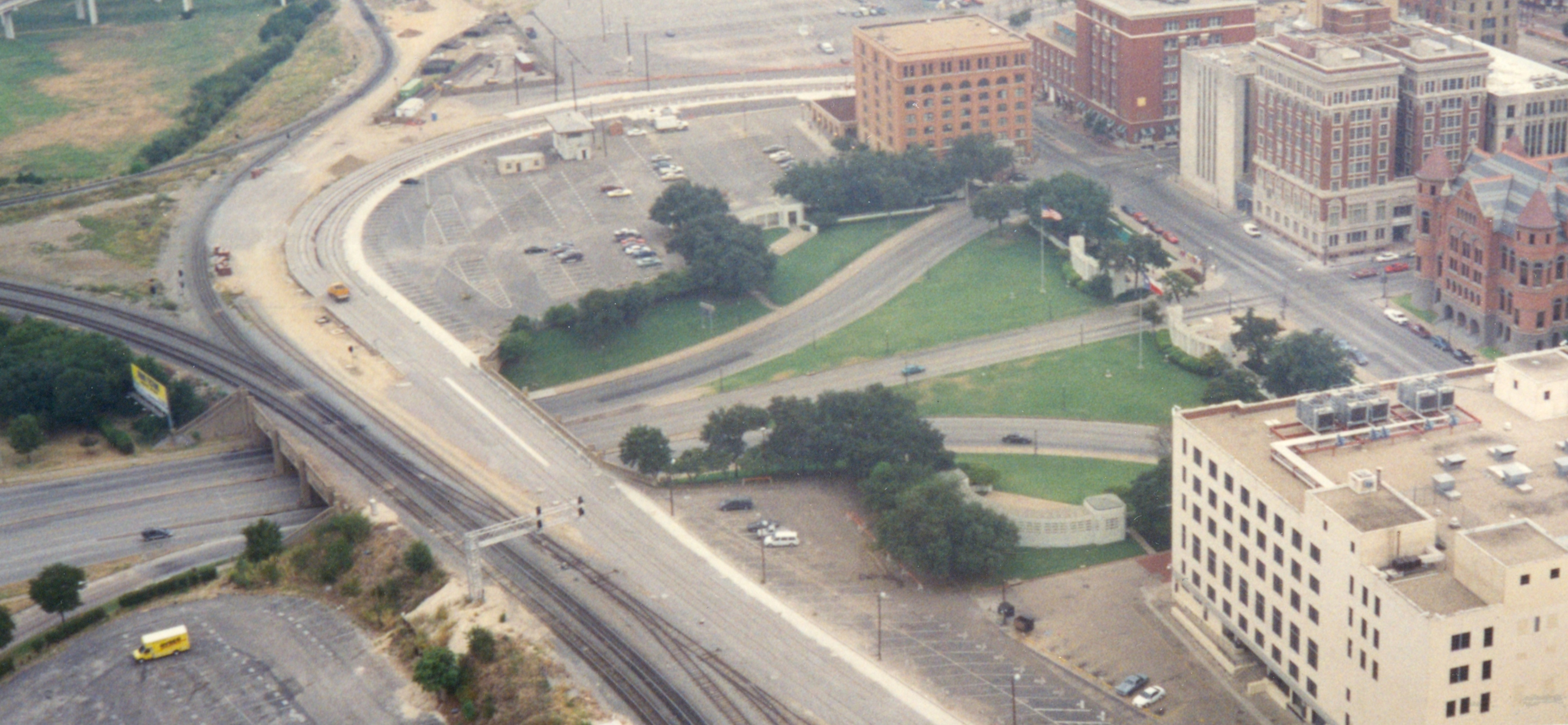
Bowers trabajaba en la torre ferroviaria que se distingue en la parte superior de esta foto de la Plaza Dealey de Dallas, Texas.

Cuando la Comisión Warren le preguntó si "había alguien en la zona elevada - el terreno entre su torre y el punto donde Elm Street se cruza con el paso elevado en dirección al túnel", Bowed contestó que en el momento en el que la comitiva avanzaba por Elm Street allí había cuatro hombres: Uno o dos vigilantes del aparcamiento -uno de los cuales era conocido de Bowers- y otros dos hombres que estaban de pie a unos 4 metros del paso elevado del tren, y que parecían no conocerse entre sí. Uno de ellos era "de mediana edad, o ligeramente maduro, bastante corpulento, con una camisa blanca y unos pantalones bastante oscuros"; el otro era un "joven, alrededor de los veinte años, con una camisa, un abrigo o una chaqueta a cuadros". Uno de ellos (o ambos) seguían allí cuando la policía se presentó "inmediatamente" tras el atentado. Mucha gente entendió que Bowers quería decir que estos hombres estaban de pie tras la valla en lo alto del promontorio.
Sin embargo, dos años después, cuando fue interrogado por los investigadores Mark Lane y Emile de Antonio -que estaban realizando un documental titulado "Rush do Judgment"-, Bowers declaró que esos dos hombres estaban situados en el área entre la pérgola del promontorio y la valla, y que "nadie" estaba tras la valla en el momento en que se realizaron los disparos. Bowers testificó que:

"Esos dos hombres se mantenían algo alejados de la calle, en la cima de la pendiente y muy cerca de un par de árboles que había en el área. Y uno de ellos, según paseaba arriba y abajo, desaparecía a ratos tras la valla de madera que quedaba un poco al oeste de allí. Tengo la convicción de que seguían estando allí en el momento de los disparos".

Las fotografías del promontorio de hierba realizadas durante el asesinato muestran al guarda Emmet Hudson, un hombre corpulento de mediana edad, junto a un hombre más joven al que Hudson le calculó rondando los treinta años, y que permanecía sobre la escalinata que llevaba de Elm Street a la valla de madera (también se advierte a un tercer hombre un poco más abajo).
Bowers no estaba seguro de haber visto al hombre más maduro después de los tiroteos, y una fotografía muestra a Hudson sentado en los peldaños en ese margen de tiempo.
Bowers murió en 1966, cuando su coche se salió de una carretera vacía y chocó contra un soporte de hormigón. Se ha sugerido con frecuencia que fue asesinado, pero el investigador David Perry rechazó que hubiese una base para esa teoría.
En la película de Oliver Stone, Bower fue interpretado por Pruitt Taylor Vince.